# Kiribath
Kiribath er en Srilankisk ret bestående af Kiri (ris) og bad (mælk). Ved siden af serveres gerne en chiliret eller noget sødt. For at få den rette konsistens skal man bruge en tyk kokosmælk, for at få en mere dominerende smag end hvis man bruger almindelig mælk. Kokosmælk er også lettere at få fat på i Sri Lanka.

## Brug
Kiribath kan bruges som en sideret, eller som hovedrett i en middag. Det er almindeligt at servere kiribath den første dag i måneden, og til den tamilske og singalesiske fejring af nytåret. Det er også almindeligt at servere Kiritbath til bryllupper, fødselsdage og andre fejringer. Som middag serveres den gerne med noget stærkt, men til fest er det mere almindeligt at servere noget sødt til retten. 